# 疏花草果药
疏花草果药（学名：Hedychium spicatum var. acuminatum）为姜科姜花属下的一个变种。
疏花草果药相对于草果药，花序上的花较少，排列稀疏。生长于林中，分布地区包括中国云南、西藏以及尼泊尔。

## 扩展阅读
- 維基物種上的相關：疏花草果药